# Forjado

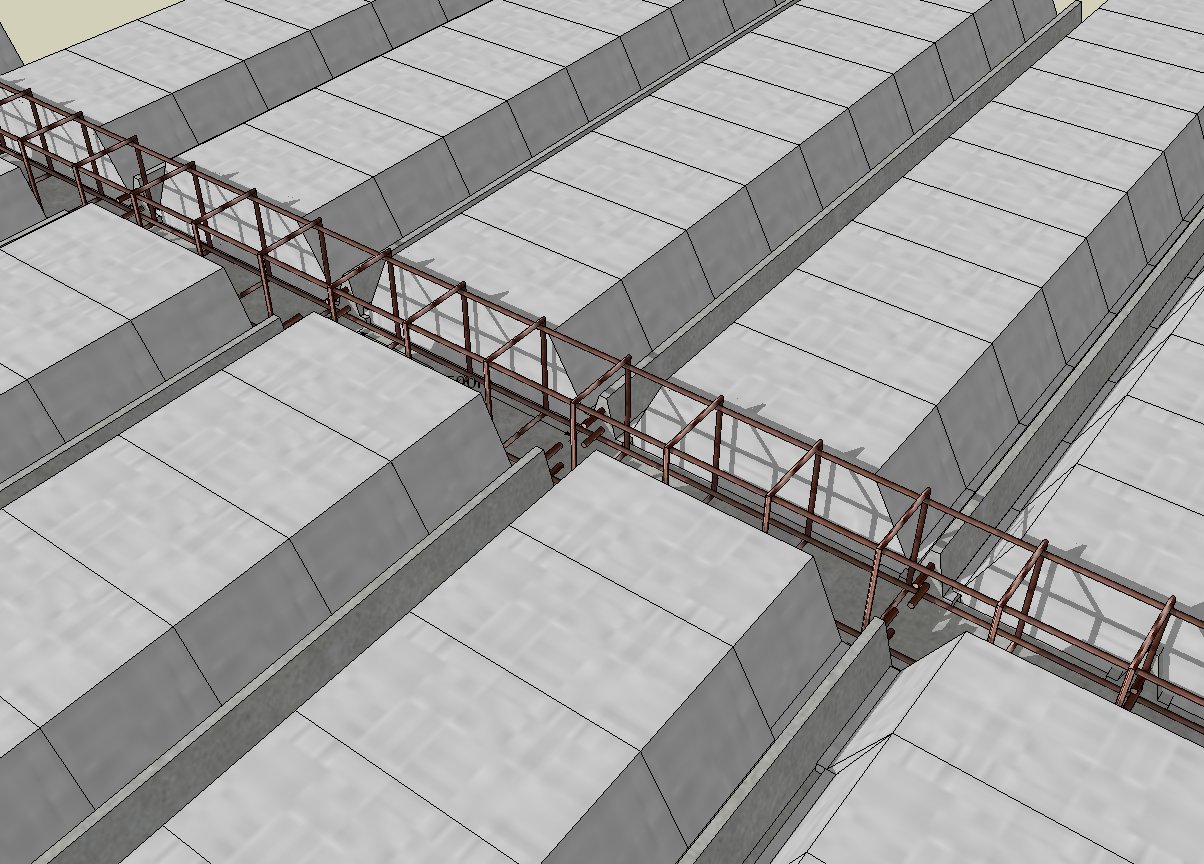
Forjado unidireccional.

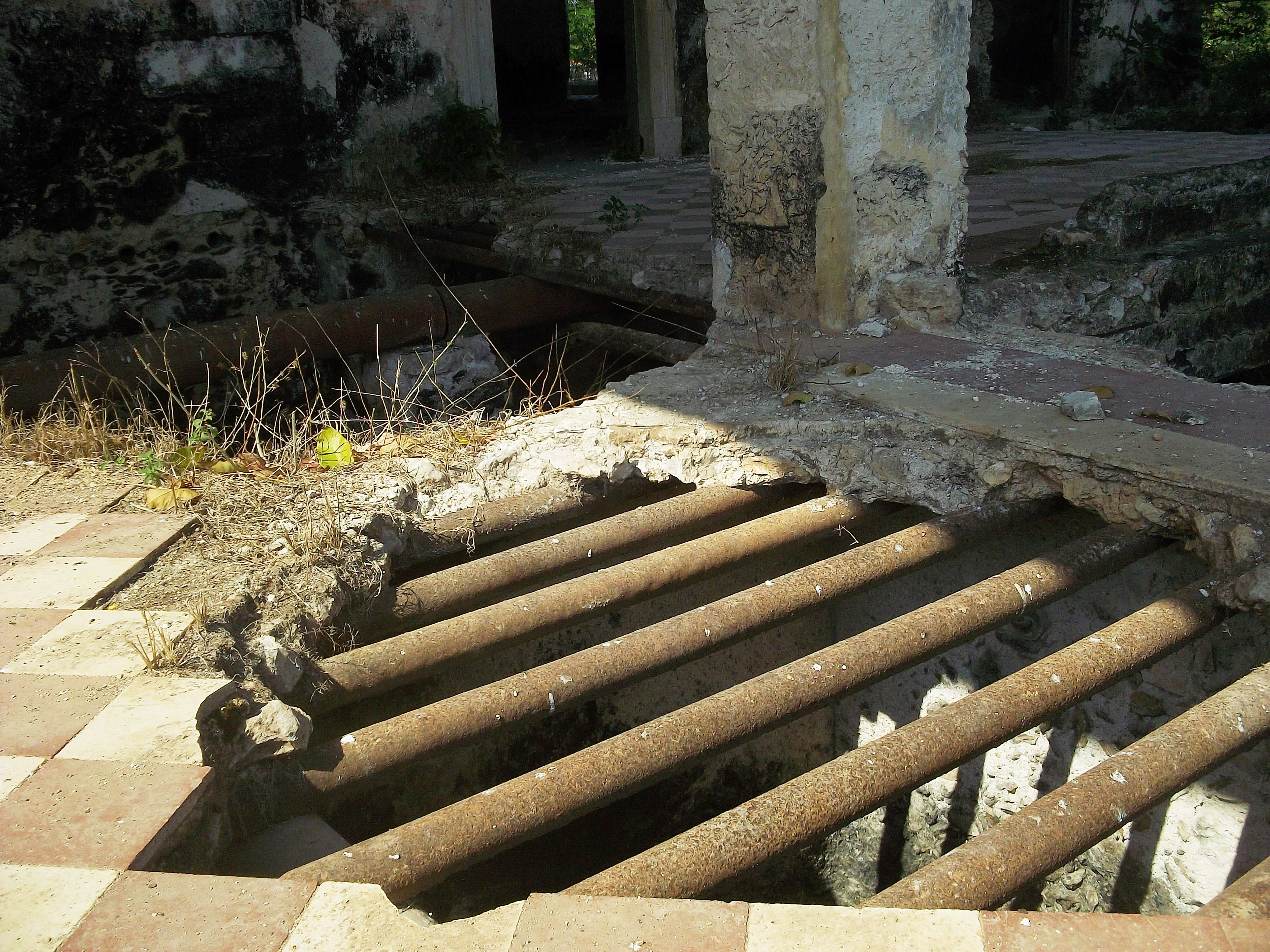
Losa de mortero con forjado unidireccional de tubos de acero.

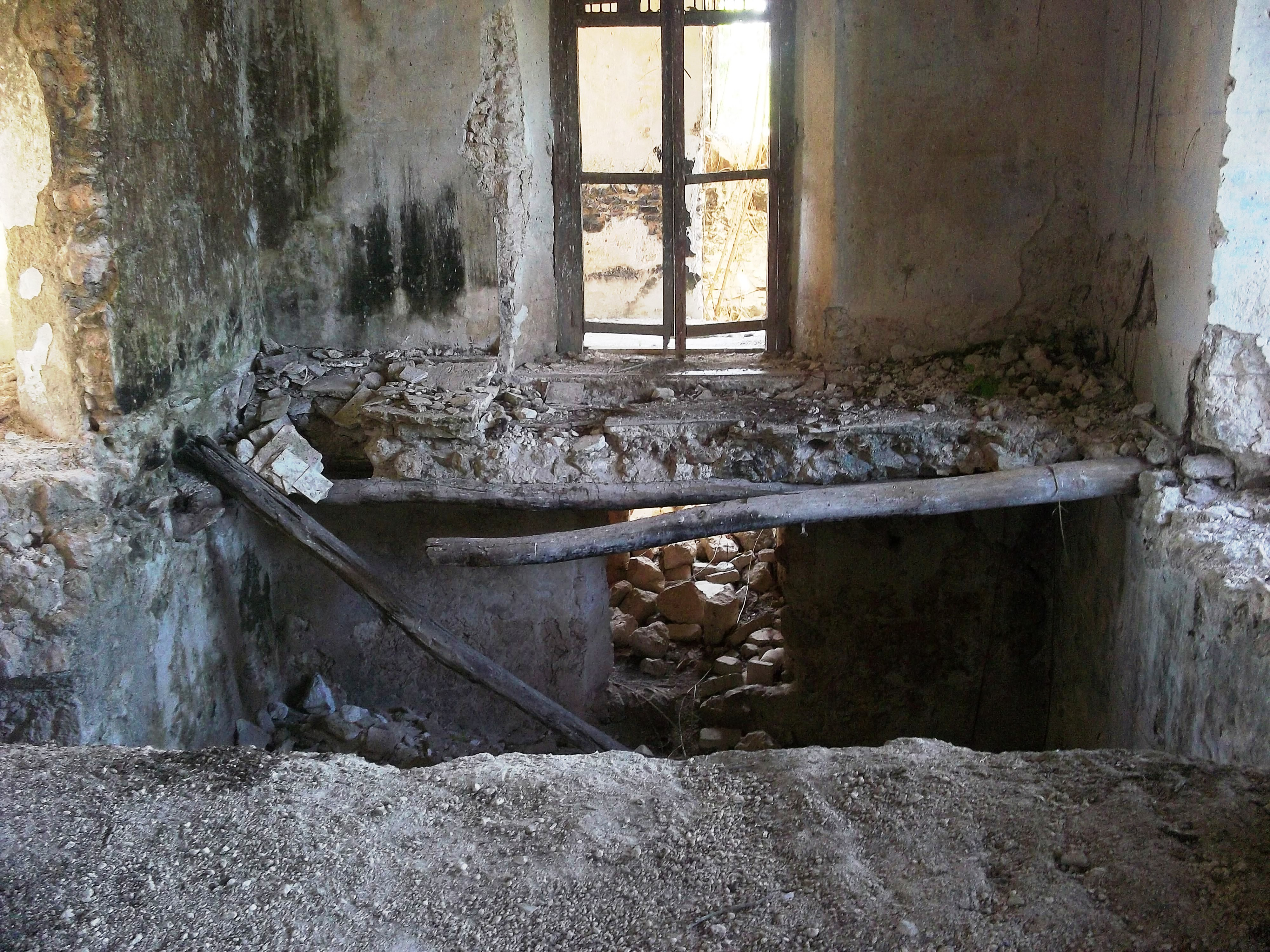
Losa de mortero con forjado unidireccional de troncos de madera.

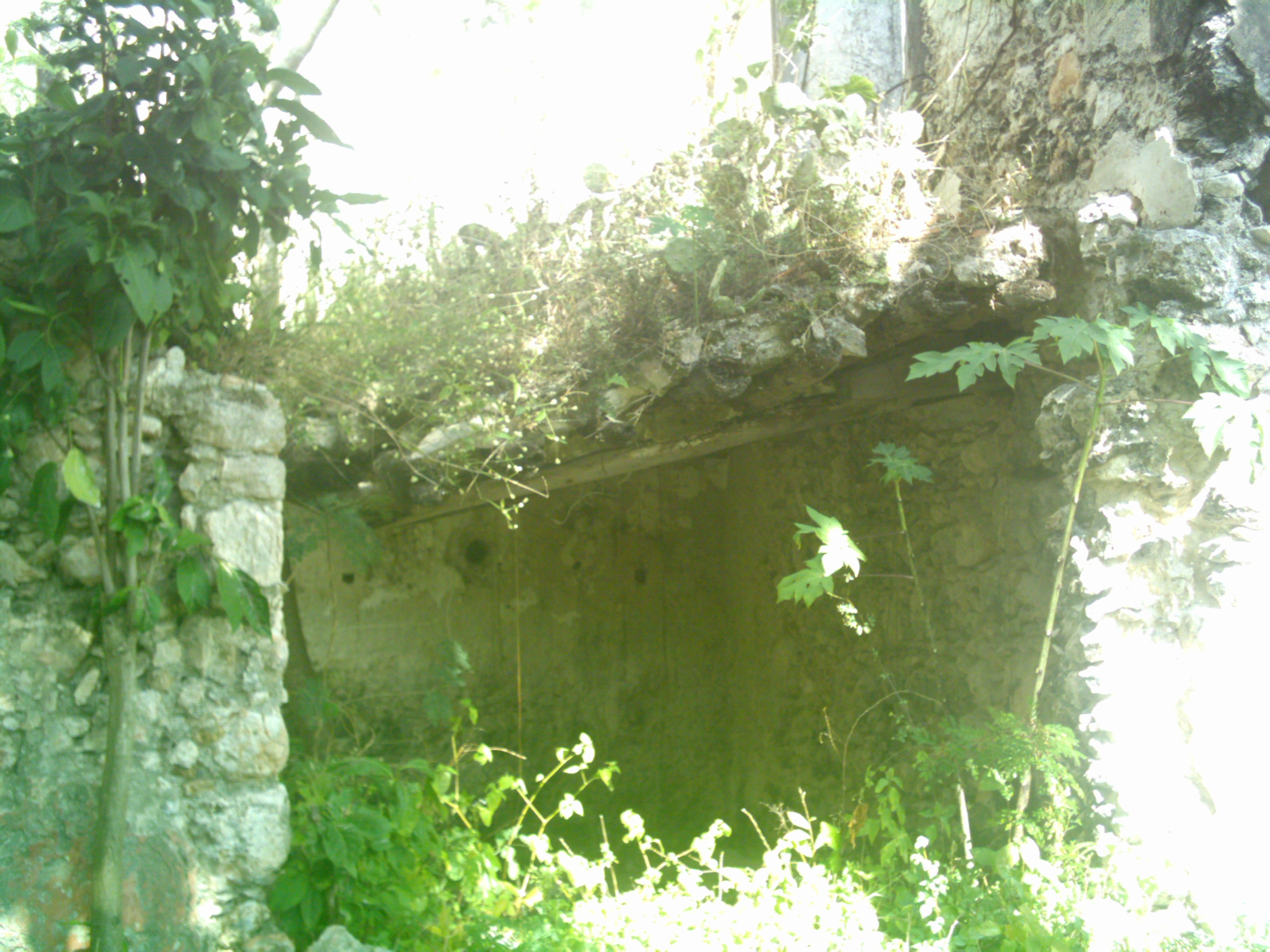
Losa de mortero con forjado bidireccional de troncos de madera.

En construcción, se denomina forjado (Hond. losa de concreto) al elemento estructural, horizontal (o inclinado, en cubiertas), que soporta su propio peso y las sobrecargas de uso, tabiquería, dinámicas, etc. Dichas cargas se transmiten al terreno mediante otros elementos de la estructura, como vigas, pilares, muros y cimentación.
Forma parte de la estructura horizontal de las diferentes plantas de un edificio, siendo capaz de solidarizar horizontalmente los diversos elementos estructurales, permitiendo no solo transmitir cargas verticales sino también horizontales. Ello contribuye a reducir la traslacionalidad del edificio y le aporta rigidez en ese plano horizontal.

## Tipos de forjados
Por la forma de transmitir las cargas:
- Forjados unidireccionales: Son aquellos que flectan principalmente en una dirección, por lo que deben apoyar sobre elementos lineales tales como vigas o muros de carga; sin embargo pueden tener flexión transversal, aunque ésta será pequeña en relación con la principal.
- Forjados bidireccionales: Flectan en dos direcciones, por lo que pueden apoyar sobre elementos lineales (vigas, muros) o sobre elementos puntuales, pilares, que no tienen por qué estar dispuestos de forma ordenada.

## Materiales de construcción
La elección de los materiales del forjado depende del tipo de cargas que tendrá que soportar, la luz (separación entre apoyos), grado de exposición a ambientes agresivos, resistencia al fuego exigida, disponibilidad de los materiales, vida útil estimada, tiempo de ejecución, coste, etc.

### Forjados de hormigón armado
Los forjados de hormigón armado generalmente están conformados por vigas y viguetas de hormigón (armadas in situ o prefabricadas pretensadas), bovedillas (o piezas aligerantes de cerámica, hormigón, etc.), y capa de compresión de hormigón, ligeramente armada mediante un mallazo.
Forjados unidireccionales
Los forjados unidireccionales se conforman con viguetas (de hormigón armado o metálicas), bovedillas (que se montan entre las viguetas), y una capa de compresión de hormigón. Las viguetas transmiten las cargas desde la capa de compresión a las vigas o zunchos perimetrales.
Forjados bidireccionales o reticulares
Los forjados bidireccionales se conforman con casetones (u otro elemento aligerante) dispuestos en retícula; entre y sobre ellos se monta una armadura, de barras de acero llamadas nervios, en ambas direcciones. El conjunto se hormigona. Las cargas se transmiten a los pilares mediante capiteles macizados. Los casetones normalmente suelen ser retirados (recuperados), actuando como un molde que le da forma a las cavidades que quedan entre los nervios del forjado.
Losas de hormigón armado
También existen forjados de hormigón armado macizo, al que se le llama losa. Las losas son la tipología de forjados más pesada, y que más carga soporta. Si a esa losa se le disminuye el espesor puede llegar a trabajar como una lámina. Si la losa se aligera con bovedillas normalmente se le llama losa reticular.
Los forjados de hormigón son los más extendidos en España, por la amplia y barata disponibilidad del material. Es el tipo más pesado de todos, pero también el más rígido. Puede soportar grandes cargas, incluso con amplias luces, es monolítico, de gran resistencia al fuego y aceptable aislante acústico.
También existen forjados de hormigón armado prefabricados cuyo tiempo de ejecución es menor que los convencionales. Se conforman mediante prelosas o placas alveolares.

### Forjados mixtos de acero y hormigón
Los forjados mixtos de acero y hormigón normalmente están conformados por vigas o viguetas de acero, una chapa grecada de acero también, y finalmente capa de compresión de hormigón, con un armado suplementario. Se llaman usualmente forjados colaborantes.
Se emplean cuando la estructura principal es de acero y el forjado debe resistir cargas medianas. Requiere las mismas protecciones que una cubierta de chapa plegada, pero el aumento de resistencia que le confiere el hormigón permite su empleo como forjados de poco espesor en plantas de edificios. Si se emplea en la formación de una cubierta se puede obviar el hormigón.

### Forjados de madera
El forjado de madera normalmente está conformado por vigas de madera y un entrevigado que varía, pudiendo ser de tablero de madera, de bovedillas conformadas con rasilla tomada con yeso o de piedra.
Antes de la revolución industrial, la madera era el material más utilizado para construir vigas y viguetas de forjados, por su disponibilidad y trabajabilidad. El entrevigado se conformaba con bóvedas de piedra o ladrillo. Esta era la forma habitual de conformar plantas de edificaciones. Hoy en día está en desuso en España, y se emplea casi exclusivamente en viviendas unifamiliares y edificaciones singulares. En Estados Unidos se siguen construyendo viviendas unifamiliares de estructura de madera, siendo el forjado vigas de madera recubiertas de tableros, formando una serie de cajones.
Tiene una resistencia al fuego moderada, adecuadamente ignifugada, a pesar de ser un material muy combustible. Es idóneo para luces y cargas moderadas, además de ser el más ligero. También es capaz de grandes luces gracias a la madera laminada, separando las vigas convenientemente según el entrevigado a colocar. Sin embargo es más flexible y deformable que los de acero u hormigón.